# IC 4642
IC 4642 — планетарна туманність у сузір'ї Жертовник.
Цей об'єкт міститься в оригінальній редакції індексного каталогу.